# Vaucelles (Bélgica)
Vaucelles (en valón Våcele) es un pueblo valón ubicado en la región Calestienne de Entre-Sambre-et-Mosa, en la provincia de Namur, en Bélgica. Atravesado por el Joncquière y ubicado en el borde de la frontera francesa, es administrativamente parte de la comunidad de Doische (Región valona de Bélgica). Era un municipio por derecho propio antes de la fusión de los municipios de 1977.

## Elementos de la historia
En el Trou des blaireaux se descubrieron vestigios de un hábitat que se remonta a la edad de los renos (magdaleniense o paleolítico superior) así como un osario neolítico. En 1214, el pueblo depende de la abadía de Saint-Hubert cuyo abogado es el señor de Hierges. Durando todo el Antiguo Régimen, será una posesión de la baronía de Hierges, tierra de Lieja de la corte feudal de Bouillon. Los habitantes gozan del derecho de burguesía desde 1385 así como del derecho a cazar en los bosques comunales.
La parroquia Saint-Pierre fue creada en 1622 por bifurcación de la de Gimnée-Doische. La abadía de Saint-Hubert operó minas y canteras desde el siglo XVI. La agricultura y ganadería están presentes.
Cuando Bélgica se hizo independiente, en 1830, Vaucelles cuenta 85 habitantes en 16 casas y una granja. Hay 15 caballos, 2 poulains, 18 bestiacon a cuernos, 4 ternoras, cerdoscs y 53 ovejas.
El 14 de mayo de 1940, durante la batalla de Francia, Vaucelles fue tomada por los alemanes del 4 Regimiento de Infantería (unidad de la 32 División de Infantería de Franz Böhme) que acababa de atravesar el río Mosa frente a unidades de la 22 división de infantería francesa (General Béziers-Lafosse).

## Patrimonio
- De las canteras de Vaucelles se extrae piedra y mármol gris oscuro moteado de blanco, llamado 'mármol de Boulogne' (por su parecido con éste).
- Un molino de harina impulsado por el agua del Joncquière[3]
- La cueva de la Chauve-Souris